# Rancho Queimado
Rancho Queimado is een gemeente in de Braziliaanse deelstaat Santa Catarina. In 2010 telde de gemeente 2.748 inwoners.

## Aangrenzende gemeenten
De gemeente grenst aan Águas Mornas, Alfredo Wagner, Angelina, Anitápolis en Leoberto Leal.